# Jewgeni Franzewitsch Witatschek
Jewgeni Franzewitsch Witatschek (russisch Евгений Францевич Витачек, Geburtsname Jindřich Evžen Vitáček; * 29. April 1880 in Sklenařice (Glaserdorf) bei Vysoké nad Jizerou; † 16. Februar 1946 in Moskau) war ein tschechisch-russischer Geigenbauer.

## Leben
Witatschek stammte aus einer alten Geigenbauerfamilie. Als Fünfjähriger kam er nach Kiew zu seinem Onkel František Špidlen (1867–1916) und lernte und arbeitete in dessen Werkstatt. 1898 ging er nach Moskau und machte sich selbständig. 1900 nahm er die russische Staatsbürgerschaft an und ließ sich russisch-orthodox taufen.
1905 kehrte Witatschek in Špidlens Werkstatt zurück. 1907 entwickelte er ein eigenes Violinenmodell, das er dann vielfach baute. Seine Instrumente folgten der böhmischen Tradition unter Berücksichtigung der italienischen, deutschen und österreichischen Erfahrungen. Als 1909 Špidlen nach Böhmen zurückkehrte, übernahm Witatschek die Werkstatt. 1913 bei dem Allrussischen Wettbewerb der Gesellschaft der Musikfreunde erhielt Witatschek eine Medaille und zwei Preise. Auf seinen Instrumenten spielten viele bekannte Geiger, so Boris Sibor, Jan Kubelík und Eugène Ysaÿe.
Nach der Oktoberrevolution gründete Witatschek mit anderen 1918 die erste Staatliche Geigenbauschule und arbeitete dort als Lehrer. 1919 organisierte er mit anderen die Staatliche Sammlung alter Streichinstrumente, deren Betreuer er bis zu seinem Tode blieb. 1924–1931 war er Mitglied der Instrumentensektion des Staatlichen Instituts für Musikwissenschaft. 1926 erhielt er auf der ersten Allrussischen Wettbewerbsausstellung für Streichinstrumente die ersten Preise für Violine und Bratsche. 1930 wurde er Leiter des Versuchslaboratoriums für Streichinstrumente und 1932 künstlerischer Leiter der Streichinstrumentenwerkstatt am Moskauer Konservatorium. Auch hielt er dort eine Vorlesung über Streichinstrumentenkunde.

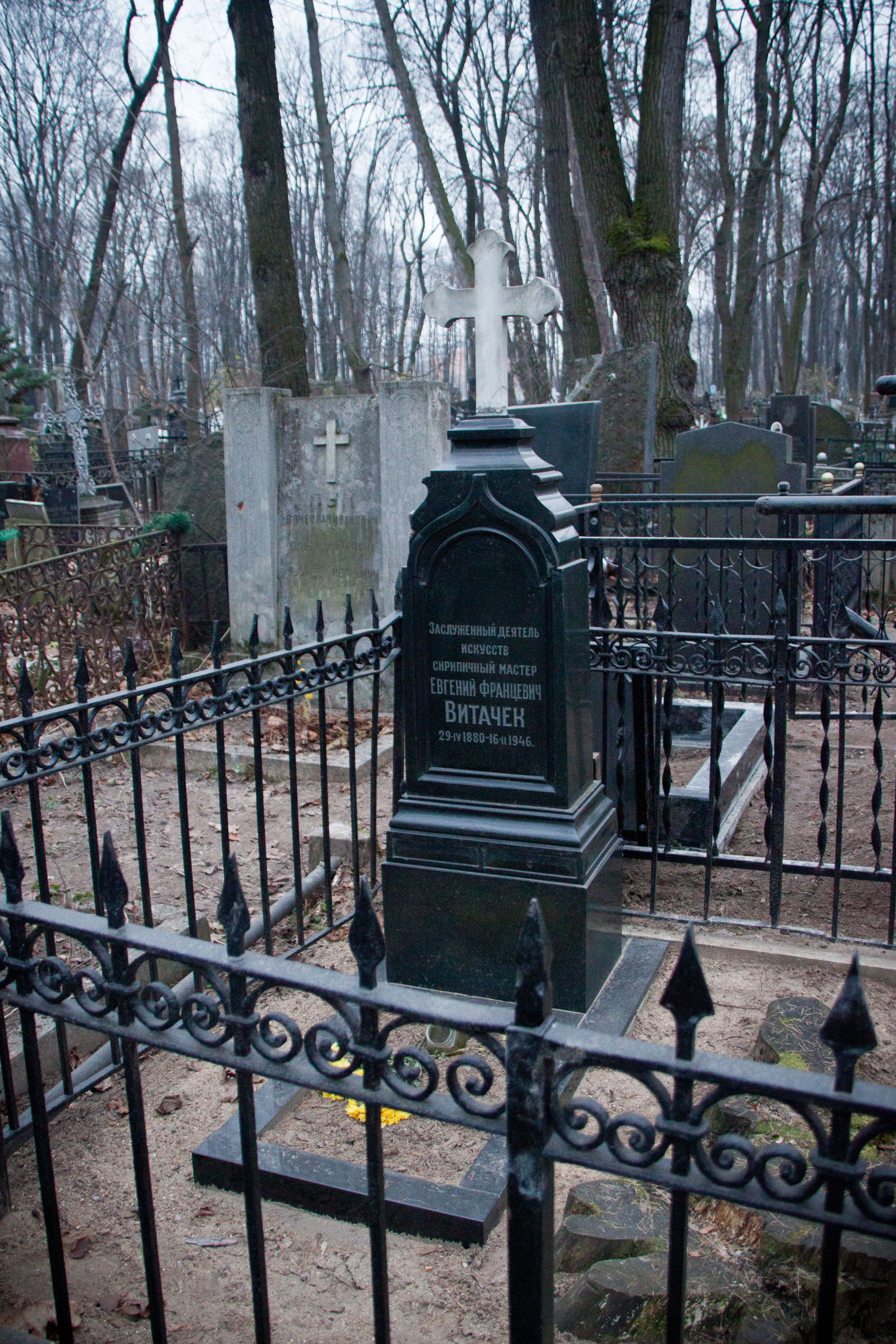
Jewgeni Franzewitsch Witatscheks Grab auf dem Wwedenskoje-Friedhof in Lefortowo

Witatschek war verheiratet mit der Violinistin Jelisaweta Fabianowna Gnessina, einer der fünf Genessina-Schwestern. Ihr Sohn Fabi Jewgenjewitsch Witatschek (1910–1983) wurde Komponist und Musikpädagoge. Witatscheks Grab befindet sich auf dem Moskauer Wwedenskoje-Friedhof in Lefortowo. Die Restaurierungswerkstatt des Moskauer Konservatoriums trägt seinen Namen. Witatscheks Leben und Werk ist Gegenstand eines Romans der tschechischen Schriftstellerin M. Kot'átková.

## Ehrungen
- Verdienter Meister der Republik (1924)
- Verdienter Kunstschaffender der RSFSR (1932)[1]